# Pforzensöljan
Pforzensöljan är en runristad remsölja i silver som hittades i en rik vapengrav vid Pforzen, Ostallgäu, Schwaben i Tyskland 1992. Den alemanniska graven (nr 239 på gravfältet) dateras till slutet av 500-talet e.Kr. och innehöll även ett spjut, ett tveeggat spathasvärd, en sax (större kniv) och en sköld. Själva söljan antas ha italiskt medelhavsursprung; eventuellt är den tillverkad bland langobarder eller gepider.

## Inskription
Söljan bär en runristning på framsidan, som ristats efter tillverkningen:
aigil andi aïlrun [ornament eller bindruna]
ltahu (eller elahu) gasokun [ornament]
Lingvistiska analyser av inskriften har visat att språket är tidig fornhögtyska. Söljan bär därmed den äldsta bevarade allittererade versen på ett västgermanskt språk. Gallehushornens inskrift, cirka 100 år äldre, räknas som den äldsta bevarade metriskt bundna texten på nordgermanskt område. Dock har ingen allmänt accepterad tolkning av inskriften ännu åstadkommits.

### Tolkningar

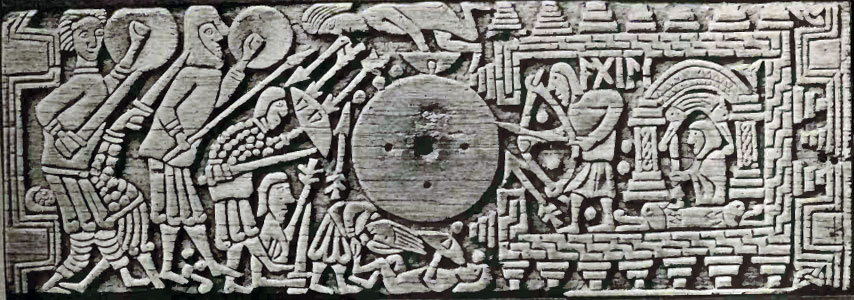
Locket till Franks Casket, som avbildar den stridande Egil och dennes hustru.

Wagner (1995) läser ornamentet i linje 1 som en bindruna: angi, och kopplar detta direkt till början av linje 2, vilket ger angiltahu. Detta översätts som "Aigil och Ailrun grälade med Angiltah". Denna tolkning har dock kritiserats (Düwel 2001) på följande grunder: 1. runristaren hade ingen uppenbar anledning att använda sig av avancerade bindrunor för denna inskrift. 2. Att "gräla", "skälla" eller "snubba" verkar inte värdigt nog att rista in på ett objekt tillhörande en krigare.
Düwel (2001) läser slutet av linje 1 som ett enkelt ornament och början av linje 2 som en bindruna: elahu, vilket representerar ackusativ pluralis av elah(h)o "älg, hjorttjur". Ristningen läses då i sin helhet Áigil andi Áilrun | élahu[n] gasókun. Verbet gasókun förstås som en tidig form av fornhögtyskans gasahhan "försaka, överge, ångra", och översätts "Aigil och Ailrun förbannade hjorttjurarna (i.e. de förklädda hjorttjurarna)”. Detta ses som en referens till den hedniska germanska traditionen att klä sig i hjorthudar i samband med nyårsfirande. Detta förstås då som ett vittnesmål från paret Aigil och Ailrun att de överger deltagandet i det hedniska nyårsfirandet, eventuellt som ett sätt att acceptera kristendomen.
Nedoma (2004) ser också slutet av linje 1 som ett ornament, men läser början av linje 2 som en bindruna vilket ger: Áigil andi Áilrun | Íltahu gasōkun. Detta tolkas som "Aigil och Ailrun stred vid floden Ilz". Detta ses som en referens till Egil i den fornnordiska Völundskvädet, som ses avbildad stridande på Franks Casket tillsammans med sin hustru (enligt denna tolkning Ailrun). Franks Casket anses ungefär jämngammal med Pforzensöljan.
Looijenga (2003) hävdar att inskriften uppvisar skrivfel. Med antagandet att versen allittererar översätter hon  i början av linje 2 som ett indikativ av [a]l. Hennes ändrade läsning blir: Aigil andi Ailrūn | (a)l tahu gasokun, vilket översätts: "Aigil och Ailrun nedkämpade/fördömde kraftigt alla". Hon föreslår också att texten kan vara ett citat från en förlorad version av Völundskvädet.
Simmons (2010) tolkar även han ristningens första element som al- "alla, samtliga", men tar det andra elementet som dativ (singularis eller pluralis) av en avljudsvariant av fornengelskans teoh "armé, här", vilket blir "hela hären". Simmons noterar att gasokun "nedkämpade" (preteritum 3:e pluralis indikativ) kräver ett dativobjekt, vilket skapas av al-tahu. Översättningen blir således: "Aigil och Alrun nedkämpade hela hären." Simmons håller med om tolkningen att Pforzensöljans ristning refererar till samma germanska hjälte som finns avbildad på Franks Casket (Egil), och hävdar att hans tolkning passar bäst med hur Egil avbildas på Franks Casket, då båda visar samma legend: "två mot alla".